# Rio Marimari
Rio Marimari är ett vattendrag i Brasilien.   Det ligger i delstaten Amazonas, i den centrala delen av landet, 1 800 km nordväst om huvudstaden Brasília.
I omgivningarna runt Rio Marimari växer i huvudsak städsegrön lövskog. Runt Rio Marimari är det mycket glesbefolkat, med 5 invånare per kvadratkilometer.